# Eugen von Friedenfels
Eugen Drotleff von Friedenfels (23. prosince 1819 Sibiu – 31. ledna nebo 1. února 1885 Vídeň), byl rakouský vysoký státní úředník a politik německé národnosti ze Sedmihradska, v 60. letech 19. století poslanec rakouské Říšské rady.

## Biografie
Pocházel z rodiny, která od roku 1816 užívala predikát von Friedenfels (od roku 1854 povýšena do stavu svobodných pánů). Ve věku dvou let mu zemřel otec, úředník Friedrich Drotleff von Friedenfels. Později se ho ujal otčím, guberniální úředník Josef Bedeus von Scharberg. S ním se přestěhoval roku 1827 dočasně do Vídně, kde nevlastní otec nastoupil do sedmihradské královské dvorní kanceláře. Eugen vystudoval gymnázium a filozofii ve Vídni a práva v Kluži. Roku 1839 nastoupil jako úředník k sedmihradskému guberniu. V roce 1844 nastoupil jako konceptní úředník do sedmihradské královské dvorní kanceláře ve Vídni.
Během revolučního roku 1848 byl veřejně aktivní. Z Vídně odešel do své domoviny, do Sibině dovezl první exemplář ústavního návrhu. Byl zde činný v občanských spolcích a zasedal jako saský (německý) poslanec Uherského sněmu. Po radikalizaci maďarské revoluce ovšem spolu s dalšími pěti poslanci německé národnosti ze Sedmihradska sněm s veřejnou deklarací nesouhlasu opustil. Později pracoval na ministerstvu vnitra. Byl místodržitelským radou v Soproni, dvorním radou na pobočce místodržitelství v Oradea a na místodržitelství v Budíně. Následně opět přešel na ministerstvo vnitra.
Počátkem 60. let se s obnovou ústavního systému vlády zapojil i do vysoké politiky. V zemských volbách byl zvolen na Sedmihradský zemský sněm. Působil také coby poslanec Říšské rady (celostátního parlamentu Rakouského císařství), kam ho delegoval Sedmihradský zemský sněm roku 1863 (Říšská rada tehdy ještě byla volena nepřímo, coby sbor delegátů zemských sněmů). 20. října 1863 složil slib, 12. listopadu 1864 opětovně složil slib.
Politicky se profiloval jako rakouský centralista. Odmítal maďarské (uherské) autonomistické aspirace. Hájil zájmy luteránské víry a německého etnika v Sedmihradsku. Roku 1864 získal Císařský rakouský řád Leopoldův. Roku 1867 odešel do penze. Neoženil se. Jeho bratr Rudolf von Friedenfels (1817–1881) byl ministerským radou.
Zemřel na přelomu ledna a února 1885.